# آفریدون پادوسپانی
آفریدون پور قارن هفتمین اسپهبد دودمان پادوسپانیان بود که میان سال‌های ۲۵۰ تا ۲۷۲ هجری، به مدت ۲۰ سال، بر رویان حکومت داشت. دوران او مقارن با قیام‌های داعی کبیر در طبرستان بود.
آفریدون متحد علویان طبرستان بود و پسرش پادوسپان سوم، در زمان حملهٔ مفلح در لشکر داعی حضور داشت. داعی از مفلح شکست خورد و به رویان گریخت.
پس از بازگشت داعی به اقتدار پیشین، این بار یعقوب لیث به داعی یورش آورد. داعی مجدداً به غرب گریخت. یعقوب در تعقیب او به کجور آمده و خراج دو ساله را از مردم رویان گرفت. از آنجا که یعقوب طبرستان را به پادوسپان سوم سپرده‌است، به نظر می‌رسد آفریدون با یعقوب لیث از در دوستی درآمده بود. با این حال حکومت پادوسپان بر طبرستان محقق نشد و داعی پس از بازگشت یعقوب مجدداً قلمروش را پس گرفت.
به نقل از چراغعلی اعظمی سنگسری، نسب آفریدون چنین است: «آفریدون پور قارن پور سرخاب پور نامور پور پادوسپان دوم.» آفریدون در سال ۲۷۲ هجری درگذشت.